# Тропико (фильм)
«Тропико» (англ. Tropico) — американский короткометражный фильм режиссёра Энтони Мэндлера. Автором идеи, сценаристом и композитором является певица Лана Дель Рей. Сюжет киноленты основан на «библейской истории о грехе и искуплении». Премьера фильма состоялась 4 декабря 2013 года в кинотеатре Cinerama Dome в Голливуде, Калифорния, в то время, как на канал исполнительницы на YouTube лента была загружена на следующий день. В официальный саундтрек Tropico вошли композиции «Gods & Monsters», «Bel Air» и «Body Electric» из мини-альбома Дель Рей, Paradise.

## Актёрский состав и съёмочная группа
| Основные: - Лана Дель Рей — Ева/Дева Мария - Шон Росс — Адам - Кевин Ли Лайт — Джон Уэйн - Ллойс Дуглас — Элвис Пресли - Джоди Флишер — Мэрилин Монро - Стэн — Иисус «Бизнесмены»: - Джеф Скора - Ноэл Шваб - Стив Карнэхан - Энди Брошен - Роджер Ригнег - Джэн Фрифэлд - Ричард Хэлверсон | «Летние девушки»: - Коллитт - Бирнэдитт - Эллиса Морган - Тристин Шоу «Наркоманы»: - Брэндон Кнафф - Морган Смит - Чарли Грант - Марк Дабл - Джон Дэн - Лавсон Тэйлор - Симба | Съёмочная группа: - Режиссёр: Энтони Мэндлер - Сценарий: Лана Дель Рей - Продюсер: Хиттер Хеллер - Наблюдатель съёмочного процесса: Карл Рейд - Оператор: Дэвид Девлин - Монтажёр: Джеф Силис - Преобразование в видеоформат: Том Пуули - Композиторы: Лана Дель Рей, Рик Ноуэлс, Тим Ларкомбе, Дэн Хит - Музыка к фильму: Дэн Хит - Стилист: Джони «Blue Eyes» - Парикмахер: Анна Кофон - Визажист: Памела Кокрейн - Менеджеры: Эд Миллетт, Бен Моусон |

## Производство и релиз
Фильм «Тропико» был снят в конце июня 2013 года американским режиссёром Энтони Мэндлером, в разное время снявший для Дель Рей музыкальные видео на песни «National Anthem» и «Ride». С помощью социальных сетей в ноябре того же года было опубликовано несколько постеров.

## Саундтрек
Tropico (с англ. — «Тропико») — мини-альбом американской певицы Ланы Дель Рей, выпущенный в цифровом формате на сервисе iTunes в качестве саундтрека к короткометражному фильму Дель Рей, «Тропико». Песни написаны самой исполнительницей в сотрудничестве с такими авторами, как Рик Ноуэлс, Дэн Хит и Тим Ларкомбе. Продюсерами выступили Ноуэлс, Хит, Ларкомбе, Эмиль Хейни и режиссёр Энтони Мэндлер в качестве продюсера фильма. Мини-альбом содержит три трека, включая «Bel Air», «Gods & Monsters» и «Body Electric», с пластинки Paradise.
Список композиций
| №                   | Название            | Автор(ы)                  | Продюсер(ы)               | Длительность |
| ------------------- | ------------------- | ------------------------- | ------------------------- | ------------ |
| 1.                  | «Body Electric»     | Лана Дель Рей, Рик Ноуэлс | Рик Ноуэлс, Дэн Хит       | 3:53         |
| 2.                  | «Gods & Monsters»   | Дель Рей, Тим Ларкомбе    | Тим Ларкомбе, Эмиль Хейни | 3:57         |
| 3.                  | «Bel Air»           | Дель Рей, Дэн Хит         | Хит                       | 3:57         |
| 4.                  | «Tropico»           | Дель Рей                  | Энтони Мэндлер (Режиссёр) | 27:08        |
| Общая длительность: | Общая длительность: | Общая длительность:       | Общая длительность:       | 38:55        |

Tropico Official Musical Score
| №  | Название                                         | Автор(ы)                                   | Продюсер(ы)               | Длительность |
| -- | ------------------------------------------------ | ------------------------------------------ | ------------------------- | ------------ |
| 1. | «Body Electric»                                  | Лана Дель Рей, Рик Ноуэлс                  | Рик Ноуэлс, Дэн Хит       | 3:53         |
| 2. | «Gods & Monsters»                                | Дель Рей, Тим Ларкомбе                     | Тим Ларкомбе, Эмиль Хейни | 3:57         |
| 3. | «Bel Air»                                        | Дель Рей, Дэн Хит                          | Хит                       | 3:57         |
| 4. | «Always on My Mind» (в исполнении Элвиса Пресли) | Уэйн Карсон, Джонни Кристофер, Марк Джеймс | Фэлтон Джервис            | 3:38         |